# Saborma forcipella
Saborma forcipella är en fjärilsart som beskrevs av Émile Louis Ragonot 1888. Saborma forcipella ingår i släktet Saborma och familjen mott. Inga underarter finns listade i Catalogue of Life.